# Operator YAPO
Operator YAPO（Yet Another Portable Opera），原名OperaTor，Operator YAPO，是Opera浏览器的便携版本，可以安装在移动数据存储设备（如U盘）和硬盘上。Operator YAPO不会在U盘所连接的电脑上留下任何数据。

## 限制
Operator YAPO在HTTP和HTTPS两种网络传输协议上匿名浏览，而BitTorrent和整个Opera Mail都不能匿名使用。
OperaTor的项目名称改为Operator YAPO後，正如其名，其不再与Tor捆绑。OperaTor旧版本仍可下载，但不再有技术支持。